# Pireliômetro

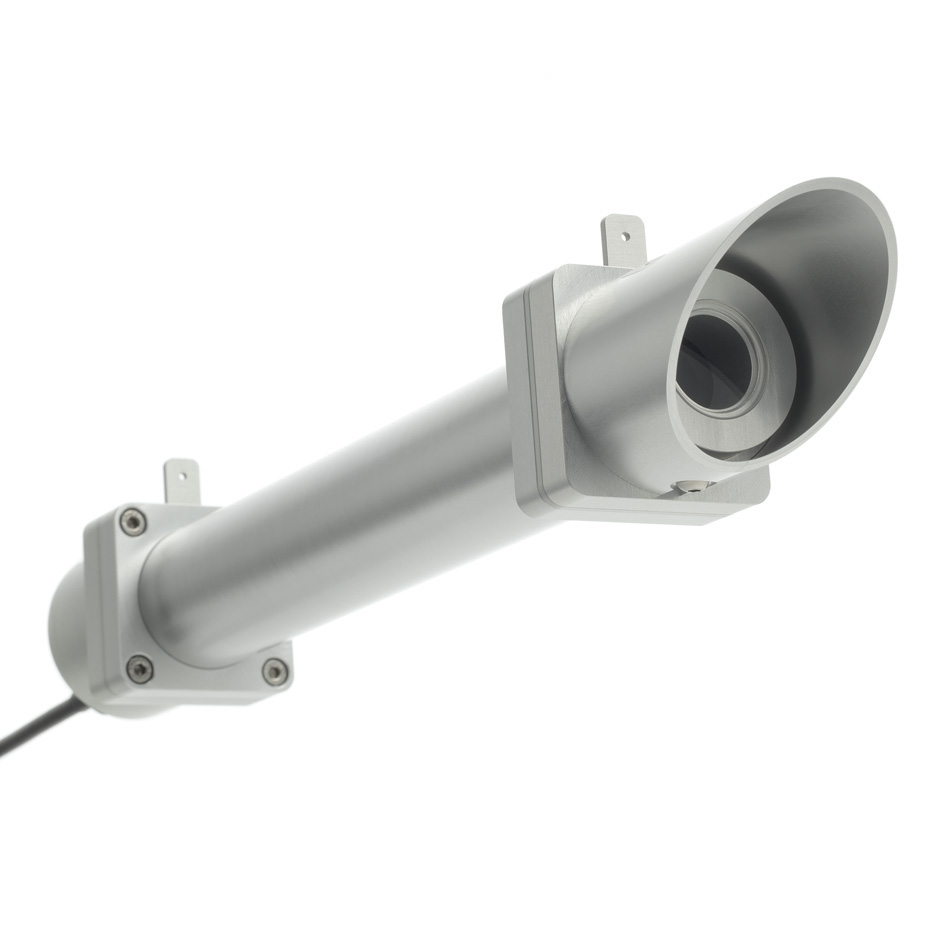
Pireliômetro típico para medição da radiação solar direta

Um pireliômetro é um instrumento para a medição irradiação direta do sol. A luz solar entra no instrumento através de uma janela e é direcionado para uma termopilha que converte calor em um sinal elétrico que podem ser gravados. A tensão do sinal é convertida através de uma fórmula para medir Watts por metro quadrado. É usado com um rastreador solar para manter o instrumento apontado para o sol. Um pireliômetro é muitas vezes usado na mesma configuração com um piranômetro.

## Padrões
As especificações de medição do pireliômetro estão sujeitas aos padrões da International Organization for Standardization (ISO) and World Meteorological Organization (WMO). Comparações entre pireliômetro para a intercalibração são realizadas regularmente para medir a quantidade de energia solar recebida. O objetivo do International Pyrheliometer Comparisons, que ocorrem a cada 5 anos na World Radiation Centre em Davos, é garantir a transferência mundial dessa referência. Durante este evento, todos os participantes trazem instrumentos, sistemas de rastreamento solar e aquisição de dados a Davos para realizar medições simultâneas de radiação solar com o mundo Grupo Padrão.

## Aplicações
As aplicações típicas de medição de pireliômetro incluem observações científicas meteorológicas e climáticas, pesquisa de testes de materiais e avaliação da eficiência de coletores solares e dispositivos fotovoltaicos.

## Uso
Os pireliômetros são normalmente montados em um rastreador solar. Como o pireliômetro apenas se "vê" o disco solar, ele precisa para ser colocado em um dispositivo que segue o percurso do sol.